# Deadkovîci, raionul Rivne, regiunea Rivne
Deadkovîci (în ucraineană Дядьковичі) este localitatea de reședință a comunei Deadkovîci din raionul Rivne, regiunea Rivne, Ucraina.

## Demografie
Componența lingvistică a localității Deadkovîci
     Ucraineană (97,84%)
     Rusă (2,08%)
Conform recensământului din 2001, majoritatea populației localității Deadkovîci era vorbitoare de ucraineană (97,84%), existând în minoritate și vorbitori de rusă (2,08%).